# Darko Brašanac
Darko Brašanac (Servisch: Дарко Брашанац) (Čajetina, 12 februari 1992) is een Servisch voetballer die doorgaans als defensieve middenvelder speelt. Hij verruilde Real Betis in juli 2019 voor Osasuna. Brašanac debuteerde in 2015 in het Servisch voetbalelftal.

## Clubcarrière
Brašanac speelde vijf jaar in de jeugdopleiding van FK Partizan. Hij tekende hier op 24 juni 2010 zijn eerste contract, samen met Matija Nastasić. Hij debuteerde vervolgens op 4 september 2010 in de Servische Superliga. Brašanac maakte die dag ook zijn eerste doelpunt in het profvoetbal, tegen FK Hajduk Rodić M&B Kula. Brašanac maakte op 8 december 2010 zijn debuut in de Champions League, tijdens een met 1–3 verloren wedstrijd tegen Arsenal in het Emirates Stadium. Hij verving in de blessuretijd Almani Moreira.
Brašanac brak niet meteen door bij Partizan. Dat verhuurde hem daarom in seizoen 2011/12 aan FK Smederevo, op dat moment eveneens actief in de Superliga. Hier kreeg hij dat jaar aanzienlijk meer speeltijd. Na zijn terugkeer groeide hij bij Partizan alsnog uit tot basisspeler. Nadat hij eerder al twee keer landskampioen werd zonder daar veel aan bij te dragen, schreef hij zo in 2012/13 en 2014/15 nog twee nationale titels op zijn naam.
Brašanac verruilde Partizan in augustus 2016 voor Real Betis. Hier kwam hij in zijn eerste seizoen onder coach Víctor Sánchez tot 25 wedstrijden in de Primera División. Sánchez' opvolger Quique Setién had minder behoefte aan zijn aanwezigheid. Brašanac bracht daarom seizoen 2017/18 op huurbasis door bij Leganés en 2018/19 op huurbasis bij Deportivo Alavés. Hiervoor speelde hij opgeteld nog 47 wedstrijden in de Primera División. Hij verliet Real Betis in juli 2019 definitief en tekende voor drie jaar bij Osasuna.

## Interlandcarrière
Brašanac maakte deel uit van verschillende Servische nationale jeugdselecties vanaf Servië –17. Hij nam met Servië –19 deel aan het EK –19 van 2011 en met Servië –21 aan het EK –21 van 2015. Brašanac debuteerde op 4 september 2015 in het Servisch voetbalelftal, tijdens een kwalificatiewedstrijd voor het Europees kampioenschap voetbal 2016 tegen Armenië in Novi Sad.
| Interlands van Darko Brašanac voor Servië | Interlands van Darko Brašanac voor Servië | Interlands van Darko Brašanac voor Servië | Interlands van Darko Brašanac voor Servië | Interlands van Darko Brašanac voor Servië     | Interlands van Darko Brašanac voor Servië |
| №                                         | Datum                                     | Wedstrijd                                 | Uitslag                                   | Competitie                                    | Goals                                     |
| Als speler van Partizan Belgrado          | Als speler van Partizan Belgrado          | Als speler van Partizan Belgrado          | Als speler van Partizan Belgrado          | Als speler van Partizan Belgrado              | Als speler van Partizan Belgrado          |
| ----------------------------------------- | ----------------------------------------- | ----------------------------------------- | ----------------------------------------- | --------------------------------------------- | ----------------------------------------- |
| 1                                         | 4 september 2015                          | Servië – Armenië                          | 2 – 0                                     | Europees kampioenschap voetbal 2016 qualifier |                                           |

## Erelijst
| Kampioen Superliga | 4x | 2009/10, 2010/11, 2012/13, 2014/15 |
| Beker van Servië   | 2x | 2010/11, 2015/16                   |